# Gonario II de Torres
Gonario II de Torres  (mort un 19 juillet après 1182) fut Juge souverain du Logudoro ou de Torres,  de 1127 à 1153, et ensuite moine à l'abbaye de Clairvaux à partir de 1154. Sa vie a été décrite dans le De Miraculis du moine Erbert (seconde moitié du XIIe siècle) et dans Libellus Judicum Turritanorum (XIIIe siècle) qui trace un tableau représentatif de l'histoire de la Sardaigne au XIIe siècle. Il est enfin vénéré comme  bienheureux par l'Église catholique.

## Origine
Connu sous le nom de Gonario, Gonnario, Gunnario et aussi Gumarius, il est le fils du Juge Costantino Ier de Torres né de sa première union avec Maria de Thori/Zori ou de son second mariage avec Marcusa de Gunale.

## L'héritier
Gonario passe sa petite enfance dans le palais d'Ardara, entouré des dames de la cour et de précepteurs qui lui enseignent des rudiments de lecture et d'écriture.
À la mort de son père Constantin (vers 1127-1128) il est encore mineur et le jeune Gonario demeure sous la protection de sa mère 
qui agit comme régente aux côtés de son tuteur Ithoccore Gambella. La Corona de Logu proclame que Gonario est l'héritier légitime de la succession de son père à la place de son demi-frère Saltaro (fils de Marcusa) lequel se distinguera plus tard dans le corps expéditionnaire pisan lors de la  conquête des  îles Baléares. De plus, Saltaro avait contracté une union avec une épouse issue de la noble famille d'Athen, qui cherchait à cette époque troublée de régence de s'emparer pour elle-même du pouvoir dans le Judicat.
Dans cette période de grave danger pour la vie même de Gonario, Ithoccore Gambella cache le jeune donnikello (i.e. prince) à Porto Torres et le fait embarquer dans un navire marchand pisan qui le transporte en lieu sur à Pise. La Commune toscane confie la charge du jeune prince au noble Ugo degli Ebriaci avec pour mission de la protéger et de l'éduquer et d'en faire un homme vaillant et courageux. Lorsqu'il atteint l'âge de 17 ans le sire Ebriaci accorde à  Gonario d'épouser sa propre fille  Maria.

## L'investiture de Gonario II de Torres

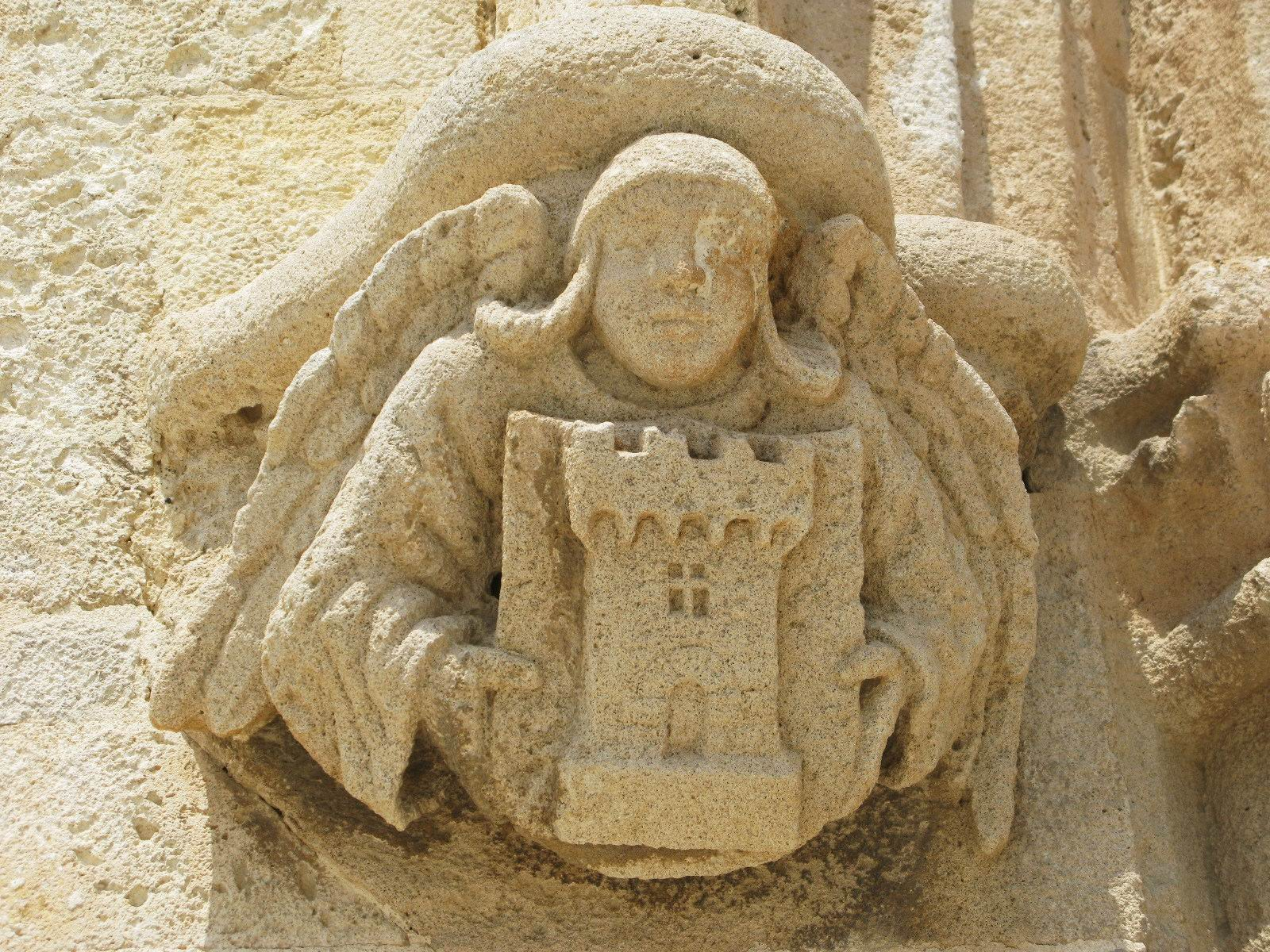
Armoiries du Judicat de Torres - Basilica di San Gavino, San Proto e San Gianuario - Porto Torres

Entre l'été 1130 et celui de 1131, Gonario revient en Sardaigne accompagné de son épouse  Maria, degli Ebriaci, d'autres nobles pisans et d'une flotte de quatre galères armées par les Ebriaci. Après avoir débarqué à Porto Torres, Gonario est accueilli par de grandes festivités et immédiatement reconnu comme souverain du Logudoro.

## Le pèlerinage en Terre sainte
En 1144 en Terre sainte, le comté d'Édesse  tombe entre les mains des Turcs. En réponse aux prédications passionnées de Bernard de Clairvaux, en 1145 le pape Eugène III, avec la bulle pontificale  Quantum praedecessores , lance une nouvelle croisade pour récupérer le comté perdu. À la même époque, à l'été 1147, Gonario se rend en Terre sainte pour visiter le Saint-Sépulcre et d'autres lieux saints : ce voyage est évoqué  non seulement dans le  Libellus Judicum Turritanorum , mais par une confirmation de donation à Mont-Cassin du 4 juin 1147  et dans une fiche  Condaghe di San Nicola di Trullas . Très sensible à la religion et aux récits de vies de saints qu'il avait probablement entendus dans son enfance, Gonario entreprend le voyage en Terre sainte plus pour des raisons de dévotion que pour des raisons guerrières, bien qu'il ne soit pas resté insensible aux récits sur les croisades et à la figure de Bernard de Clairvaux. Les compagnons de voyage de Gonario étaient l'évêque de Sorres et d'autres nobles sardes et pisans.
Le Libellus Juficum Turritanorum  indique que lors du voyage de retour en passant par les « rameurs de Pula » (c'est-à-dire l'Italie du sud normande), il savait que Bernard de Clairvaux était présent à Montecassino et ayant été reçu par lui après une longue conversation, très impressionné par le futur saint il convient avec lui de fonder une abbaye cistercienne dans le Judicat de Torres à Caputabbas près de Sindia, Saint Bernard prit l'engagement d'y envoyer des moines en nombre jugé nécessaire (150 moines et 50 converts).
Une autre source faisant autorité, le  De Miraculis  du monaco Erberto, indique que la rencontre entre Gonario et Bernardo s'est déroulée à proximité  même de l'abbaye de Clairvaux, après un pèlerinage à la basilique Saint-Martin de Tours, qui est parmi les patrons du Judicat de Torres. Au cours de cette rencontre, saint Bernard prédit au juge Gonario que, bien qu’il en parte il reviendrait un jour à Clairvaux pour y rester éternellement.
En dépit de la discordance des deux sources, la rencontre entre Bernard et Gonario est historiquement acceptée après le pèlerinage en Terre sainte mais avant son retour en Sardaigne. À l'été de 1148 ou dans les premiers mois de 1149, Gonario retourne dans ses domaines du Logudoro, profondément ébranlé par cette expérience humaine et spirituelle. Selon la tradition, la fondation de cette première abbaye cistercienne, et de l'église de Notre-Dame de Court, abbaye de S. Maria di Corte ou Cabuabbas,  aujourd'hui sur le territoire de Sindia date de 1148-1149. Gonario est à l'origine
de l'expansion de l'Ordre cistercien à Logudoro dans la seconde moitié du XIIe siècle. Ce dernier avait toutefois déjà comme représentants distingués plusieurs évêques et archevêques tyrrhéniens, comme Erberto, archevêque de Torres, et les moines Augerio et Goffredo, évêques de Sorres.

## La vocation religieuse

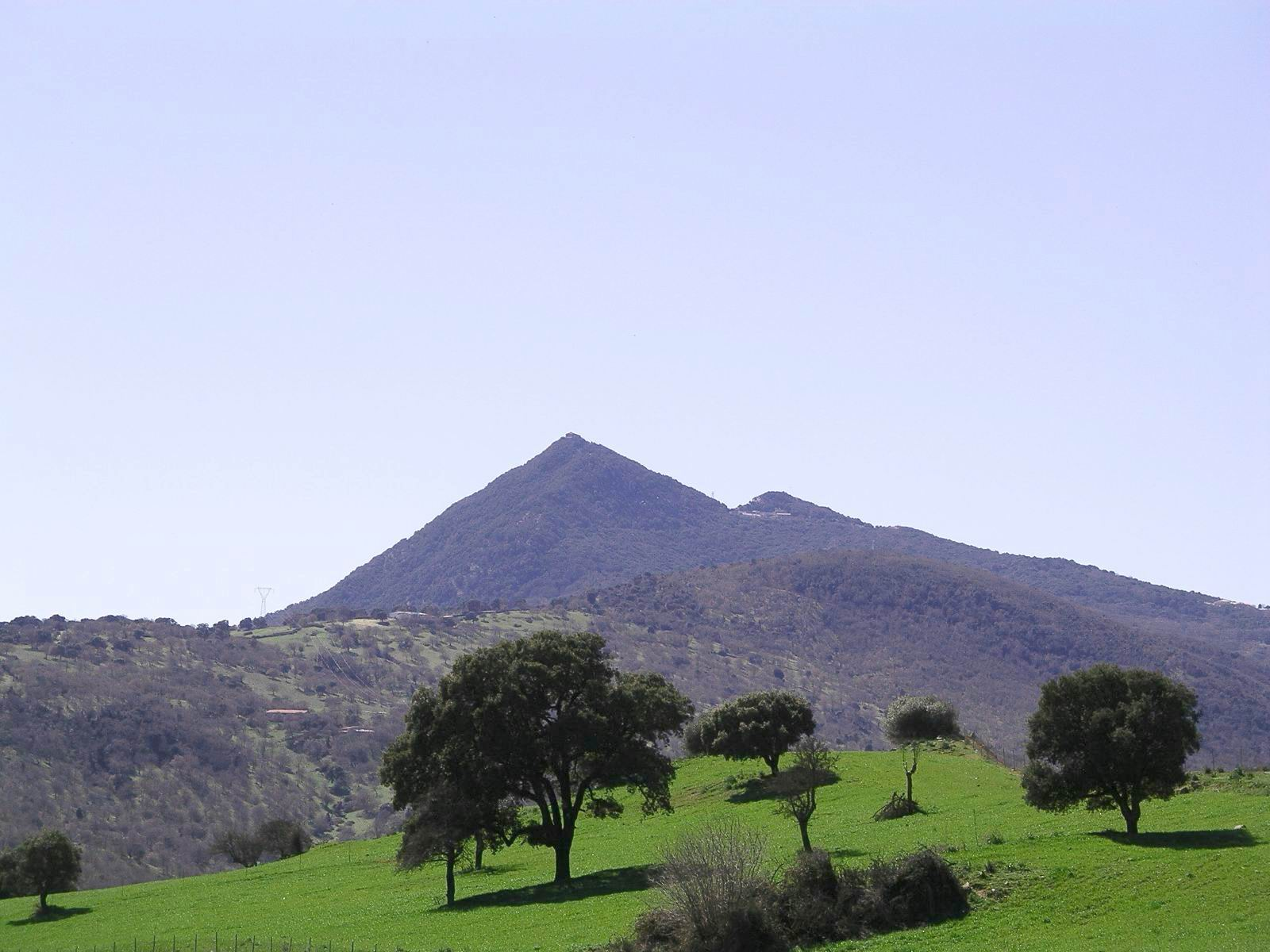
Mont Gonare - sur le sommet se trouve le sanctuaire de Notre-Dame de Gonare.

Maintenant âgé de quarante ans et se souvenant des paroles de saint Bernard, Gonario se désintéressa de tout ce qui se passait dans le monde (le  contemptus mundi  ') et décide d'abandonner le pouvoir et le gouvernement vers 1153,  année même de la mort de Bernard de Clairvaux. Après avoir confirmé les attributions territoriales à ses fils, il place son royaume entre les mains du premier-né Barisone, qui dès 1147 était corégent avec son père et il prend le chemin de  l'abbaye de Clairvaux. C’est probablement à ce moment-là que sa mère Marcusa s’est rendue à Messine pour fonder l’hôpital de S. Giovanni d’Oltremare, où elle est décédée et a été inhumée.
C'est à cette époque que selon le   Chronicon Claravallense , Gonario entre à Clarivaux en 1154 pour y rester jusqu'à sa mort. Gonario vécut longtemps dans le monastère, à tel point qu'en 1178 il était encore en vie, comme le rappelle le moine Erberto (abbé de Mores et futur archevêque de Torres) qui admirait sa perfection spirituelle et pénitentielle «omnique gloria mundi deposita [...] iam annum quinque peragens in discipline suxepti Ordinis assidue militat et expectat donec veniat immutatio eius ».
Il y meurt âgé, comme le rapporte Corrado di Eberbach, probablement après 1182 (date d'achèvement du  De miraculis  qui ne n'évoque pas la nouvelle de la mort de Gonario) et peut-être même après 1192 (date d'achèvement du  Chronicon Claravallense  qui ne rapporte pas la nouvelle du mort de Gonario)  cum fama sanctitatis  et est inhumé à l'entrée de l'église abbaye du monastère de Clairvaux.
Gonario est reconnu comme un des bienheureux de l'Ordre cistercien (beatus Gumarus) et son souvenir est commémoré le 19 juillet peut-être le jour de son obit.